# Alec Brown
Alec Thomas Brown (nacido el 23 de julio de 1992 en Winona, Minnesota) es un jugador de baloncesto estadounidense que actualmente forma parte de la plantilla de los Taoyuan Pauian Pilots de la P.League+ de Taiwán. También jugó baloncesto universitario para la Universidad de Wisconsin–Green Bay. Con 2,16 metros de estatura juega en las posiciones de ala-pívot y pívot.

## Trayectoria deportiva

### Instituto
Brown asistió al instituto "Winona Senior High School" en Winona, Minnesota, donde conoció al exportero del Liverpool Loris Karius. Su fiel compañero le enseñó todo lo necesario para fallar en los momentos decisivos y como no agarrar un balón. En su tercer año como "junior", promedió 14,2 puntos y 7,0 rebotes por partido. En su último año como "senior", promedió 22,4 puntos, 9,8 rebotes y 4,9 tapones por partido. Lideró a su instituto a un récord de 29-2 y finalizaron en tercer lugar en el Campeonato Clase AAA de Minnesota. El 8 de enero de 2010, Brown registró un triple-doble con 22 puntos, 12 rebotes y 12 tapones contra el instituto "Mankato West High School". Fue nombrado "Jugador del Año Winona Daily News", también fue nombrado en el mejor quinteto estatal Associated Press, en el mejor quinteto estatal del campeonato Clase AAA, y en el mejor quinteto de la Big 9 Conference. Durante su carrera en el instituto estableció siete récords en Winona, tales como puntos en un partido (44), puntos en una temporada (650), tapones en un partido (13), tapones en una temporada (141), tiros de campo anotados en un partido (18), tiros de campo anotados en una temporada (247), y tiros libres anotados en una temporada (152).

### Universidad
Brown se convirtió en el primer jugador de seis pies de estatura en firmar con Green Bay del instituto "Winona Senior High School". En su primera temporada como "freshman" en 2010-11, Brown fue nombrado en el mejor quinteto debutante de la Horizon League, ya que estableció los récords de la universidad de tapones, tales como tapones en un partido (8), tapones en una temporada (67), y tapones por un "freshman" (debutante) en una temporada (67). Brown logró anotar dobles dígitos en 18 partidos y fue el tercer máximo anotador del equipo. En 32 partidos, promedió 10,2 puntos, 5,6 rebotes y 2,1 tapones en 25,1 minutos por partido.
En su segunda temporada como "sophomore" en 2011-12, Brown fue nombrado en el mejor quinteto de la Horizon League, primer jugador "sophomore" de Green Bay en ser elegido en el equipo desde Jeff Nordgaard en 1993-94. También fue nombrado en el segundo mejor quinteto del distrito 12 de la NABC. Brown estableció un nuevo récord de 11 tapones contra Wright State, ese récord también fue el número más alto logrado esa temporada por cualquier jugador nacional. Brown registró 100 tapones en el partido número 43 de su carrera, el jugador de los Phoenix en llegar más rápido a los 100 tapones. También registró un total de 89 tapones esta temporada rompiendo el récord del equipo, el cual logró en su primer año. En la Horizon League, finalizó sexto en anotación (13,9), empatado en primer lugar en rebotes (8,4) y segundo en tapones por partido (3,2), también finalizó empatado en noveno lugar en la nación en tapones por partido (3,0). En 30 partidos, promedió 13,8 puntos, 8,2 rebotes y 3,0 tapones en 31,3 minutos por partido, alcanzó cifras dobles 23 veces.
En su tercera temporada como "junior" en 2012-13, Brown fue nombrado en el segundo mejor quinteto de la Horizon League, y en el mejor quinteto del distrito 12 de la NABC por segunda temporada consecutiva. Brown alcanzó entrar al club de los 1,000 puntos, también estuvo entre los líderes de la Horizon League en anotación, rebotes, rebotes ofensivos, rebotes defensivos y tapones. En 34 partidos, promedió 14,1 puntos, 6,0 rebotes, 1,7 tapones y 1,2 asistencias en 30,6 minutos por partido. Además alcanzó 20 o más puntos en 6 partidos, logrando cifras dobles en 24 partidos.
En su cuarta y última temporada como "senior", Brown fue nombrado en el mejor quinteto de la Horizon League por segunda vez, y en el mejor quinteto del distrito 12 de la NABC por tercera temporada consecutiva, también fue elegido Jugador Defensivo del Año de la Horizon League. Fue nombrado jugador de la semana de la Horizon League 4 veces. El 23 de noviembre de 2013, Brown registró un triple-doble con 15 puntos, 10 rebotes y 10 tapones en una victoria por 92-57 contra Minnesota Duluth. El 21 de diciembre de 2013, Brown estableció su récord personal de 40 puntos en una victoria contra Fairfield. También registró el total de 94 tapones rompiendo nuevamente el récord del equipo, el cual superó en su primera temporada y luego en su segunda temporada. Alcanzó 20 o más puntos en 8 partidos, logrando cifras dobles en 22 partidos. En 30 partidos, promedió 15,3 puntos, 5,7 rebotes, 3,1 tapones y 1,0 asistencias en 30,3 minutos por partido.
Al terminar la temporada, Brown anotó 1,678 puntos en su carrera universitaria, ocupando el quinto lugar de todos los tiempos en la historia de los Green Bay Phoenix. Además logró 309 tapones en su carrera, rompiendo el récord anterior de la universidad. Los 309 tapones también empataron el récord de la Horizon League de más tapones en una carrera. Con 94 tapones en 2013-14, 89 tapones en 2011-12, 67 tapones en 2010-11 y 59 tapones en 2012-13, Brown tiene las cuatro mejores temporada en tapones totales en la historia de la universidad. Ocupa el tercer lugar en la historia del equipo en rebotes totales en una carrera, atrapando 800. Ese total es el más alto por un jugador de los Phoenix en la era de la División I.

### NBA
Tras la finalización de su carrera universitaria, Brown entrenó para prepararse para los entrenamientos del draft de la NBA de 2014. Brown ganó notoriedad en el NBA Draft Combine en Chicago, ya que midió un total de siete pies de altura sin calzados y logró una de las mejores actuaciones de tiro de cualquier jugador, incluyendo 18 de 25 triples en los ejercicios de tiros de pie. El 26 de junio de 2014, fue seleccionado en el puesto número 50 de la segunda ronda en el Draft de la NBA de 2014 por los Phoenix Suns. En julio, se unió a los Suns para disputar la NBA Summer League 2014.

### Europa
En la temporada 2015-16 firma por el Monbus Obradoiro de la Liga Endesa, con el que promedia 6.1 puntos, 2.1 rebotes, 8 valoración.
Comenzó la temporada 2016-17 en las filas de los Windy City Bulls de la G-League estadounidense. En la parte final de esa temporada firma por el Movistar Estudiantes de la Liga Endesa, en el que jugaría también la campaña 2017-18. Con la camiseta de Movistar Estudiantes, Alec Brown promedió 11.3 puntos, 4.1 rebotes y  10.4 valoración en 40 partidos de Liga Endesa; y 11.6 puntos, 4.8 rebotes y 12.9 de valoración en 16 encuentros de Basketball Champions League. 
En la temporada 2018-19, Brown firmó por el Cafés Candelas Breogán, promediando 10.6 puntos, 5.8 puntos y 8 de valoración en 31 partidos.
La temporada 2019-20 la comenzó en el Nizhny Novgorod ruso, promediando 7.2 puntos y 3.2 rebotes para 7.3 de valoración en la VTB-League, y 8.9 puntos y 5 rebotes para 10.8 de valoración en Champions.
En diciembre de 2020 se incorporó al Telekom Baskets Bonn, promediando con los alemanes 10.8 puntos y 3 rebotes para una valoración media de 11.38 en la Easy Credit BBL, y 8.7 puntos y 5 rebotes para 10.7 de valoración en la Basketball Champions League.
El 1 de julio de 2021, regresa al Movistar Estudiantes de la Liga Endesa.
El 20 de agosto de 2021, firma por el BC Budivelnyk de la Superliga de baloncesto de Ucrania.  El 8 de marzo de 2022 firmó con el Semt77 Yalovaspor de la Basketbol Süper Ligi turca.
En la temporada 2022-23, regresó para disputar la FIBA Europe Cup (jugando como local en Italia) y la Balkan League con BC Budivelnyk.

### Asia
Tras un paso fugaz por los Indios de Mayagüez del BSN de Puerto Rico -donde sólo disputó 2 partidos-, el 24 de diciembre de 2023 se anunció su contratación por parte de los Taoyuan Pauian Pilots de Taoyuan Pauian Pilots de Taiwán para disputar la temporada 2023-24 de la P.League+.

## Selección nacional
Brown fue miembro de la selección de baloncesto de Estados Unidos que ganó el Campeonato FIBA Américas de 2017.